# Orthogonioptilum chalix
Orthogonioptilum chalix är en fjärilsart som beskrevs av Jordan 1927. Orthogonioptilum chalix ingår i släktet Orthogonioptilum och familjen påfågelsspinnare. Inga underarter finns listade i Catalogue of Life.